# Spoorlijn Bologne - Pagny-sur-Meuse
De Spoorlijn Bologne - Pagny-sur-Meuse is een Franse spoorlijn van Bologne via Neufchâteau naar Pagny-sur-Meuse. De gedeeltelijk opgebroken lijn is 94,9 km lang en heeft als lijnnummer 026 000.

## Geschiedenis
De spoorlijn werd door de Compagnie des chemins de fer de l'Est in gedeeltes geopend. Van Bologne naar Neufchâteau op 14 augustus 1867, van Vaucouleurs naar Pagny-sur-Meuse  op 12 juli 1872 en van Neufchâteau - Vaucouleurs op 14 april 1873.
Reizigersvervoer tussen Neufchâteau en Pagny-sur-Meuse werd opgeheven op 3 maart 1969 en tussen Bologne en Neufchâteau op 31 mei 1970.

## Treindiensten
De lijn is alleen voor goederenvervoer in gebruik tussen Saint-Germain-sur-Meuse en Pagny-sur-Meuse.

## Aansluitingen
In de volgende plaatsen is of was er een aansluiting op de volgende spoorlijnen:
Bologne
RFN 020 000, spoorlijn tussen Blesme-Haussignémont en Chaumont
Rimaucourt
lijn tussen Gudmont en Rimaucourt
Neufchâteau
RFN 024 300, raccordement van Neufchâteau
RFN 027 000, spoorlijn tussen Nançois-Tronville en Neufchâteau
RFN 030 000, spoorlijn tussen Neufchâteau en Épinal
RFN 032 000, spoorlijn tussen Culmont-Chalindrey en Toul
Pagny-sur-Meuse
RFN 070 000, spoorlijn tussen Noisy-le-Sec en Strasbourg-Ville

## Elektrificatie
Het gedeelte tussen Saint-Germain-sur-Meuse en Pagny-sur-Meuse werd in 1984 geëlektrificeerd met een wisselspanning van 25.000 volt 50 Hz.